# San Pietro in Mendicante
San Pietro in Mendicante  è una frazione del comune cremonese di Torre de' Picenardi, in passato di quello soppresso di Ca' d'Andrea, posta a est del centro abitato.  

## Storia
San Pietro in Mendicante è un piccolo centro abitato di antica origine.
Si ritiene che il centro abitato sia nato grazie a Federico Barbarossa, che dopo la Pace di Venezia del 1177 con il Papa Alessandro III, dovette edificare trecento chiese in penitenza delle molte inquinità commesse.
La primitiva chiesa, un oratorio di struttura modesta senza alcuna volta ma solo le travature del tetto, era annessa all'ospizio, intitolato a S. Pietro, che qui sorgeva per il ricovero e la cura dei pellegrini che si recavano a Roma percorrendo l'adiacente Via Postumia.
Da qui il nome in "Mendicante", infatti i pellegrini compievano questo cammino vivendo solamente di elemosina, come espressione di atto di umiltà.
Il luogo era anche volgarmente chiamato S. Pietro in Medegallo, da medicare: qui i pellegrini venivano curati per le piaghe che si procuravano in seguito al lungo cammino a piedi.
Nel 2019 Cà d'Andrea e tutte le sue frazioni, compreso San Pietro in Mendicante, vennero aggregate al comune di Torre de' Picenardi.

## Geografia antropica
La frazione è attraversata dal Canale "Dugale Delmona"